# Rosemarie Wenner
Rosemarie Wenner, född 1955 i Eppingen utanför Heilbronn i Baden-Württemberg i dåvarande Västtyskland, är biskop för metodistkyrkan i Tyskland. Hon efterträdde år 2005 Walter Klaiber; varvid hon blev kyrkans första kvinnliga biskop i Europa. Metodistkyrkan i Tyskland har 63 000 medlemmar.